# Stigmella rolandi
Stigmella rolandi is een vlinder uit de familie dwergmineermotten (Nepticulidae). De wetenschappelijke naam is voor het eerst geldig gepubliceerd in 1990 door Erik J. van Nieukerken. Hij noemde de soort naar Roland Johansson, een specialist in dwergmineermotten.
De larven leven op waardplanten uit de rozenfamilie, waaronder de duinroos (Rosa pimpinellifolia L.) en de kleine pimpernel (Sanguisorba minor Scop.).
De soort komt voor in Zuid- en Zuid-Centraal-Europa.